# Catephia iridocosma
Catephia iridocosma är en fjärilsart som beskrevs av Bethune-Baker 1911. Catephia iridocosma ingår i släktet Catephia och familjen nattflyn. Inga underarter finns listade i Catalogue of Life.